# Chiesa di Santa Maria Maddalena (Latisanotta)
La chiesa di Santa Maria Maddalena è la parrocchiale di Latisanotta, in provincia ed arcidiocesi di Udine; fa parte della forania della Bassa Friulana.

## Storia
La prima chiesa di Latisanotta venne costruita presso il fiume Tagliamento probabilmente nell'XI secolo. Nel 1770 questa cappella venne sostituita da una chiesa più grande situata al centro del paese, consacrata il 20 luglio 1828 dal vescovo Emmanuele Lodi. 
Nel 1905 venne ricostruito il campanile. Durante la prima guerra mondiale si la chiesa che il campanile furono danneggiati. Terminato il conflitto, la torre campanaria venne restaurata e la chiesa demolita. Intorno al 1920, per interessamento del Ministero delle Terre Liberate, si decise di riedificata la chiesa. La nuova parrocchiale, edificata su progetto dell'architetto Giovanni Tonini, fu completata nel 1927. Tra il 1987 e il 1990 l'edificio venne ristrutturato. Ulteriori lavori di restauro vennero condotti nel 2010.